# Jorge Mas Canosa
Jorge Mas Canosa (Santiago de Cuba, 21 de setembro de 1939 — Coral Gables, 23 de novembro de 1997) foi um imigrante cubano-americano anticomunista que fundou a Fundação Nacional Cubano-Americana (FNCA) e a MasTec, uma empresa de capital aberto. Grande ativista, foi considerado dentro dos EUA como um importante e eficaz lobista nas posições políticas anti-Fidel Castro e na defesa dos exilados cubanos. Por esta razão ele foi rotulado como um "contra-revolucionário" pelo Partido Comunista de Cuba.
Buscar o exílio em Miami, Estados Unidos, voluntariando-se para servir durante a Invasão da Baía dos Porcos, tentativa frustrada de invadir o sul de Cuba intentada pelos anticastristas em 1961. Já em 1981 criou a Fundação Nacional de Cuba Americana (FNCA), como parte de uma ação mais ampla dentro da comunidade cubano-americana para converter o ativismo anti-Castro de uma estratégia mais militante a mais política.
A FNCA foi amplamente descrita durante o mandato de Mas Canosa como uma das mais poderosas organizações étnicas de lobby nos EUA, e usou contribuições eleitorais de campanha para promover sua política em Washington.  Autoridades do governo presidencial de Jimmy Carter acreditavam que, se não fosse por Mas Canosa, os Estados Unidos poderiam ter acabado com o Embargo dos Estados Unidos a Cuba.
Jorge Mas Canosa morreu em Miami em 23 de novembro de 1997 vítima de complicações causadas por um câncer de próstata.[carece de fontes?]